# شان مسعود
شان مسعود خان (بالأردية: شان مسعود خان؛ من مواليد 14 أكتوبر 1989) هو لاعب كريكيت باكستاني دولي. وهو قائد منتخب باكستان للكريكيت في مباريات الاختبار. وهو ضارب كرة أعسر، ويقوم أحيانًا برمي الكرة بيده اليمنى بسرعة متوسطة.
في أغسطس 2018، كان واحدًا من ثلاثة وثلاثين لاعبًا حصلوا على عقد مركزي لموسم 2018–19 من قبل مجلس الكريكيت الباكستاني. كما عمل كقائد لفريق كراتشي كينجز، ومولتان سلطانز، وفريق الكريكيت في جنوب البنجاب، ونادي يوركشاير كاونتي للكريكيت.
في 15 نوفمبر 2023، تم تعيين مسعود قائدًا لمنتخب باكستان للكريكت في صيغة الاختبار.

## النشأة والتعليم
وُلِد شان مسعود عام 1989 في الكويت، حيث كان والده يعمل في أحد البنوك. بعد الغزو العراقي للكويت واندلاع حرب الخليج، غادرت العائلة إلى وطنها باكستان، واستقرت مجددًا في كراتشي.
كان والده منصور مسعود خان، بالإضافة إلى كونه مصرفيًا محترفًا، مهتمًا دائمًا بالرياضة، حيث كان يلعب الهوكي على المستوى الإقليمي بينما كان يحب لعبة الكريكيت أيضًا ويشجع ابنه على الاستثمار في هذا المجال. أصبح منصور عضوًا في مجلس الإدارة في مجلس الكريكيت الباكستاني في عام 2014.
عمه، وقار مسعود خان، هو موظف حكومي متقاعد شغل منصب وزير المالية الاتحادي لباكستان لأطول فترة. توفيت أخته الكبرى في عام 2021، بينما يعمل شقيقه الأصغر علي محامياً.
بعد انتقاله إلى المملكة المتحدة مع والديه، درس في مدرسة ستامفورد، لنكولنشاير ثم جامعة درم حيث درس الاقتصاد. درس الإدارة وعلوم الرياضة في جامعة لوفبرا من خلال برنامج التعليم عن بعد.

## المسيرة المحلية

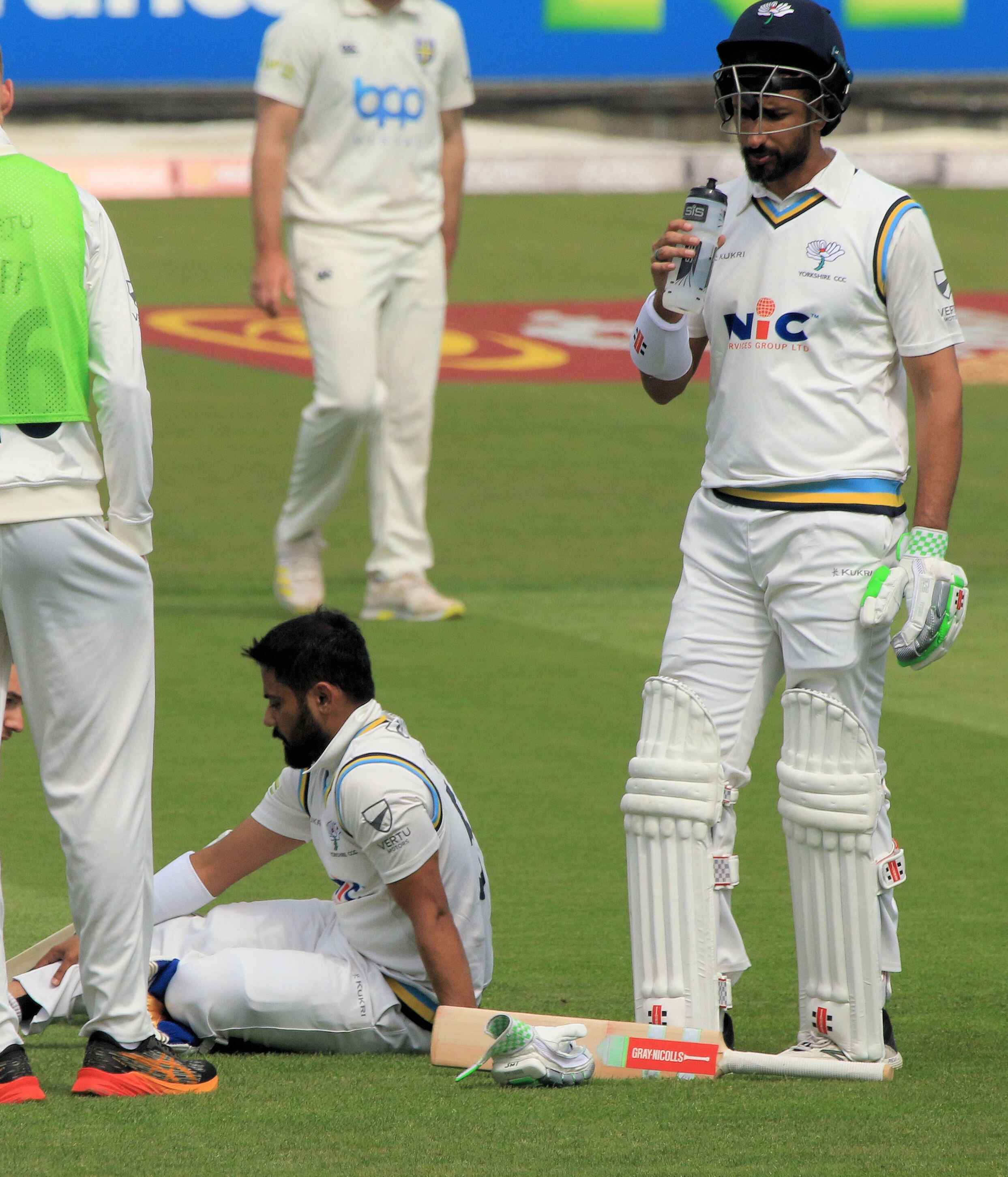
قاد مسعود فريق يوركشاير في بطولة المقاطعات لعام 2023.

في أول ظهور له في الدرجة الأولى في موسم 2007–08 من بطولة القائد الأعظم، سجل مسعود 54 نقطة لصالح كراتشي وايتس ضد حيدر أباد كجزء من شراكة افتتاحية من 154 نقطة مع أسد شفيق.
كما لعب ثلاث مباريات من الدرجة الأولى لصالح جامعة درم.
في أبريل 2018، تم تعيينه نائبًا لقائد فريق خيبر باختونخوا لكأس باكستان 2018.
في سبتمبر 2019، تم تعيين مسعود قائدًا لفريق جنوب البنجاب في بطولة كأس قائد الأعظم 2019–20.
وهو قائد فريق باغ ستاليونز في الدوري الممتاز لكشمير.
في ديسمبر 2021، وقّع مع ديربيشاير لموسم مقاطعة 2022. في أبريل 2022، في الجولة الثانية من المباريات في بطولة مقاطعة 2022، سجل شان أول مائتي نقطة له في لعبة الكريكيت من الدرجة الأولى، حيث سجل 201 نقطة دون هزيمة في اليوم الافتتاحي ضد ساسكس. في المباراة التالية، سجل شان مائتي نقطة آخرى، ليصبح أول رجل مضرب لديربيشاير يسجل مائتي نقطة متتاليتين في لعبة الكريكيت من الدرجة الأولى.  في مايو 2022، سجل مائة نقطة ثالثة لديربيشاير ضد ورشيسترشاير.
تم تعيين مسعود قائدًا لنادي مقاطعة يوركشاير للكريكيت لموسم المقاطعة 2023.

## المسيرة الدولية
في أكتوبر 2013، شارك مسعود لأول مرة في الاختبار الأول ضد جنوب إفريقيا، مسجلاً 75 نقطة، في ملعب الشيخ زايد للكريكيت. وأصبح ثالث لاعب باكستاني فقط يسجل نصف مائة وصفر في أول مباراة له في الاختبار
في يوليو 2015، سجل أول مائة نقطة له ضد سريلانكا في باليكيلي، محرزًا 242 نقطة للويكت الثالث مع يونس خان، حيث سجلت باكستان 382 نقطة لتكمل أعلى مطاردة ناجحة لها. يُذكر أن مسعود، وهو رامٍ جزئي السرعة المتوسطة، قام بالرمي لأول مرة في اختبار الكريكيت في 23 يوليو 2016 ضد إنجلترا في أولد ترافورد. كانت أول تسديدة له كرة غير صحيحة.
في سبتمبر 2018، تم اختياره ضمن تشكيلة باكستان في مباريات اليوم الدولي الواحد (ODI) للمشاركة في كأس آسيا 2018، لكنه لم يشارك. وفي يناير 2019، تم اختياره مرة أخرى ضمن تشكيلة باكستان لمباريات اليوم الدولي الواحد في سلسلتهم أمام جنوب إفريقيا، لكنه لم يشارك أيضًا. وفي مارس 2019، تم اختياره ضمن تشكيلة باكستان لمباريات اليوم الدولي الواحد في سلسلتهم أمام أستراليا. وقد خاض أول مباراة له في اليوم الدولي الواحد مع باكستان ضد أستراليا في 22 مارس 2019.
في ديسمبر 2019، سجل مائته الثاني في مباراة اختبارية ضد فريق سريلانكا المتجول في الملعب الوطني في كراتشي. وفي نفس المباراة، سجل أيضًا 1000 نقطة له في لعبة الكريكيت الاختبارية.
في فبراير 2020، سجل مسعود ثالث مائة له في الاختبار، ضد بنغلاديش في روالبندي.
في يونيو 2020، تم اختياره ضمن تشكيلة مكونة من 29 لاعباً لجولة باكستان إلى إنجلترا خلال جائحة كوفيد-19. في يوليو، تم اختياره ضمن القائمة المختصرة لفريق باكستان المكون من 20 لاعباً لمباريات الاختبار ضد إنجلترا. في أغسطس 2020، سجل مسعود 156 نقطة في أول مباراة اختبار ضد إنجلترا، وهي مائته الرابعة في لعبة الكريكيت الاختبارية، في أولد ترافورد.
في نوفمبر 2020، تم اختياره ضمن تشكيلة باكستان المكونة من 35 لاعبًا للقيام بجولة في نيوزيلندا.
في سبتمبر 2022، تم اختياره ضمن تشكيلة باكستان تي 20 آي لسلسلة المباريات ضد إنجلترا. ظهر لأول مرة في تي 20 آي في 20 سبتمبر 2022، ضد إنجلترا. كما تم اختيار مسعود أيضًا ضمن تشكيلة باكستان لكأس العالم T20 2022.
في يناير 2023، تم تعيينه نائباً لقائد فريق باكستان للكريكيت في سلسلة المباريات التي أقيمت على أرضه ضد نيوزيلندا.
في نوفمبر 2023، تم تعيينه قائدًا لفريق الكريكيت الوطني الباكستاني في شكل الاختبار.
تحت قيادته، خسرت باكستان سلسلة المباريات الثلاث التجريبية أمام أستراليا بنتيجة 3–0  حيث سجل ما مجموعه 181 نقطة.
تم الاحتفاظ بمسعود كقائد لباكستان في سلسلة المباريات الاختبارية المكونة من مباراتين ضد بنغلاديش والتي انتهت بخسارة 2–0 في سلسلة المباريات على أرضهم في راولبندي.
تم الإبقاء على مسعود كقائد لفريق باكستان في سلسلة المباريات الثلاث التي أقيمت على أرضه ضد إنجلترا. في المباراة الأولى، سجل مسعود رقمه القياسي الخامس في المباريات الدولية وتجاوز حاجز 2000 نقطة في المباريات الدولية. كما أصبح سابع عشر قائد لفريق باكستان يسجل مائة نقطة في المباريات الدولية. في المباراة الثانية، كان فوز باكستان هو أول فوز لمسعود منذ توليه منصب قائد الفريق، بعد ست هزائم متتالية. فازت باكستان بالمباراة الثالثة في روالبندي لتفوز بالسلسلة بنتيجة 2–1.
كانت مهمته التالية كقائد منتخب باكستان في الاختبارات هي سلسلة من مباراتين خارج أرضه ضد جنوب إفريقيا. في الاختبار الأول، حصل على بدايتين لكنه لم يتمكن من تحويلهما إلى نتيجة كبيرة، حيث خسرت باكستان مباراة مثيرة بفارق نقطتين. في المباراة الثانية، بعد أن تم إقصاؤه بسبب نتيجته المتدنية في الشوط الأول، سجل رقمه القياسي السادس في الشوط الثاني. على الرغم من رقمه القياسي، خسرت باكستان المباراة والسلسلة بنتيجة 2–0.

## وصلات خارجية
- Shan Masood على موقع إي آس بي آن كريك إنفو (الإنجليزية)

| سبقه بابر أعظم | قائد منتخب باكستان للكريكيت (كريكت اختبار) 2023– | تبعه شاغل المنصب |